# Lemniscomys
Lemniscomys is een geslacht van knaagdieren uit de muizen en ratten van de Oude Wereld.
Dit geslacht behoort tot de zogenaamde Arvicanthis-divisie, waarbinnen het een van de drie subgroepen vormt (de andere omvatten Arvicanthis, Mylomys en Pelomys en Rhabdomys en Desmomys). De oudste fossielen stammen uit het Laat-Plioceen van Oost-Afrika; er zijn Pleistocene fossielen bekend uit allerlei delen van Afrika.

## Kenmerken
Ze hebben allemaal een donkere rugstreep en meestal ook andere vlekken of strepen op de rug. De kop-romplengte bedraagt 9 tot 14 cm, de staartlengte 9,5 tot 15 cm en het gewicht 18 tot 70 gram.

## Leefwijze
Deze dieren leven in graslanden. Ze eten wortels, bladeren, zaden en af en toe insecten.

## Voortplanting
Ze zijn zeer vruchtbaar; vrouwtjes kunnen in nog geen vier maanden vier nesten van tot 12 (meestal vier of vijf) jongen ter wereld brengen.

## Verspreiding
Deze soort komt voor in grote delen van Afrika, behalve de Sahara, de Nijlvallei, het noordoosten en het zuidwesten.

## Soorten
Er zijn elf soorten:
- Lemniscomys barbarus – Zebragrasmuis (Marokko tot Tunesië)
- Lemniscomys bellieri (Guinee, Ivoorkust en Ghana)
- Lemniscomys griselda – Aalstreepgrasmuis (Angola)
- Lemniscomys hoogstraali (Zuidoost-Soedan)
- Lemniscomys linulus (Senegal en Ivoorkust)
- Lemniscomys macculus (Noordoost-Democratische Republiek Congo tot Ethiopië en Kenia)
- Lemniscomys mittendorfi (Mount Oku in Kameroen)
- Lemniscomys rosalia (Zuid-Kenia tot Zuid-Afrika en Noord-Namibië)
- Lemniscomys roseveari (twee locaties in Zambia)
- Lemniscomys striatus – Gestreepte grasmuis (Guinee tot Ethiopië en Noord-Malawi)
- Lemniscomys zebra (Senegal tot Tanzania)